# Drengen med den sjette Sans
Drengen med den sjette Sans è un cortometraggio muto del 1907 diretto da Viggo Larsen.

## Produzione
Il film fu prodotto dalla Nordisk Film.

## Distribuzione
In Danimarca, il film uscì in sala il 26 settembre 1907, presentato al Biografen.